# Tête du Château
Ne doit pas être confondu avec Pointe du Château.
La tête du Château est un sommet de France situé dans les Alpes, en Haute-Savoie. Avec 2 288 mètres d'altitude, il domine la vallée de l'Arve, notamment Magland, au nord-est et Le Reposoir au nord-ouest. Il se trouve dans la chaîne du Reposoir, l'extrémité septentrionale de la chaîne des Aravis, au sud de la pointe du Château, au nord-ouest de la pointe d'Areu et au nord de la tête de la Forclaz et du col de la Forclaz. Quelques mètres à l'ouest du sommet, sur le rebord du crêt dominant la vallée du Reposoir, s'élève une croix.

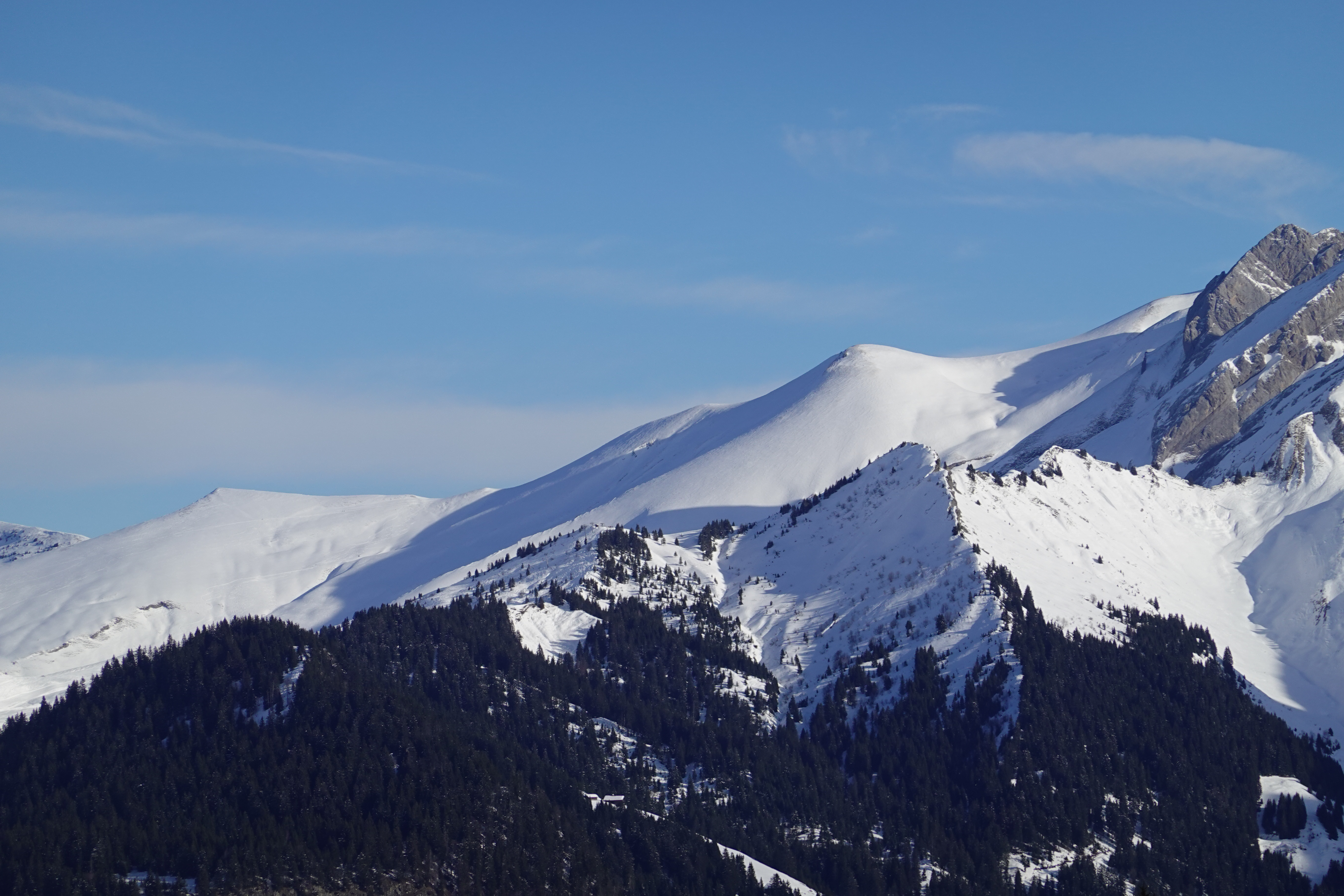
La tête du Château (au centre droit) vue depuis le sud-ouest.